# SIG SG 751
SIG SAPR (англ. Semi-Automatic Precision Rifle — точная самозарядная винтовка) или SIG SG 751 — швейцарская автоматическая винтовка, разработанная на базе автомата SIG SG 550.

## Описание
Автоматика винтовки работает за счёт отвода части пороховых газов из канала ствола, приводящих в движение газовый поршень с длинным рабочим ходом. Запирание осуществляется поворотом затвора на 2 боевых упора. Имеется газовый регулятор с 4 позициями: эксплуатация в обычных условиях, эксплуатация в тяжёлых условиях, стрельба с использованием глушителя и «неавтоматический» режим, при котором газовый тракт перекрывается и оружие необходимо вручную перезаряжать после каждого выстрела.
Ствольная коробка состоит из двух половин, крепящихся друг к другу поперечными штифтами. Верхняя выполнена путём штамповки из стального листа, а нижняя изготовлена из алюминиевого сплава. Двухсторонний предохранитель-переводчик режимов стрельбы имеет 2 (гражданский самозарядный вариант) или 4 (военный вариант) позиции. УСМ — куркового типа. Прицельные приспособления крепятся на планку Пикатинни, штатно установлен диоптрический прицел. Пластиковый приклад складывается вправо.